# نتروحلزونويات
نتروحلزونويات (بالإنجليزية: Nitrospira)‏ هي طائفة من البكتيريا تحتوي على رتبة واحدة هي نتروحلزونايات وعائلة واحدة هي نتروحلزونيات والتي تشمل أجناس متعددة مثل نتروحلزونية، العضو الأول في هذه الشعبة تم اكتشافه في عام 1985 هو النتروحلزونية البحرية. العضو الثاني كان نتروحلزونية موسكوية تم اكتشافها في عام 1995.